# Belagerung von Tobruk
1940: Italienische Invasion Ägyptens – Operation Compass
1941: Unternehmen Sonnenblume – Belagerung von Tobruk – Operation Battleaxe – Operation Crusader
1942: Unternehmen Theseus – Erste Schlacht von El Alamein – Schlacht von Alam Halfa – Zweite Schlacht von El Alamein – Operation Torch
1943: Tunesienfeldzug
Die Belagerung von Tobruk war eine Auseinandersetzung zwischen den Achsenmächten und den Alliierten während des Afrikafeldzugs im Zweiten Weltkrieg. Sie dauerte – vom Beginn der Belagerung der Stadt Tobruk durch eine italienisch-deutsche Armee unter dem Kommando von Erwin Rommel am 11. April bis zum Entsatz der Stadt im Rahmen der Operation Crusader durch die alliierte 8. Armee unter dem Kommando von Claude Auchinleck am 27. November 1941 – insgesamt 230 Tage.

## Hintergrund
Italien hatte Frankreich und Großbritannien am 10. Juni 1940 den Krieg erklärt. Der italienische Diktator Benito Mussolini ging von einem nur kurzen Krieg aus und hoffte, durch ein Bündnis mit dem Deutschen Reich einige der Gebietsansprüche Italiens befriedigen zu können. In Nordafrika bestanden diese zum einen aus einer Vergrößerung der Kolonie Italienisch-Libyen Richtung Westen um das französische Protektorat Tunesien. In östliche Richtung strebte Italien eine Kontrolle über Ägypten und den strategisch wichtigen Sueskanal an, sowie die Herstellung einer direkten Landverbindung zu seinen Kolonien in Ostafrika. Nachdem Frankreich im Westfeldzug geschlagen worden war und Tunesien zum nun verbündeten Vichy-Frankreich gehörte, richteten sich die italienischen Expansionsziele in Nordafrika ganz auf Ägypten. Am 9. September 1940 marschierte Italien schließlich mit der 10. Armee in Ägypten ein.

## Kriegsverlauf in Nordafrika
Die Invasion verlief allerdings wenig erfolgreich und kam aufgrund der schlechten Versorgung und Ausrüstung der Truppen nur wenig mehr als 100 km hinter der ägyptisch-libyschen Grenze zum Stehen. Am 8. Dezember starteten die Alliierten mit der Operation Compass eine Gegenoffensive. Das ursprünglich auf nur wenige Tage begrenzte und der Vertreibung der italienischen Armee aus Ägypten gerichtete Unternehmen erwies sich als derart erfolgreich, dass der Vormarsch bis nach Libyen fortgesetzt wurde. Bis Anfang Februar 1941 hatten die alliierten Truppen die Kyrenaika bis einschließlich El Agheila besetzt und die 10. italienische Armee nahezu restlos aufgerieben.
Die vollständige Einnahme Italienisch-Libyens unterblieb allerdings, da Teile der in Nordafrika eingesetzten alliierten Truppen zur Abwehr des sich ankündigenden Balkanfeldzugs des Deutschen Reichs im April 1941 benötigt wurden. Während die Alliierten somit ab Februar 1941 Truppen zur Verteidigung Griechenlands abzogen, verschiffte Deutschland im so genannten Unternehmen Sonnenblume zur gleichen Zeit heimlich erste Truppenkontingente nach Tripolis und begründete das Deutsche Afrikakorps.

## Militärische Ausgangslage
Das britische Middle East Command hatte im April 1941 nur noch wenige und schlecht ausgebildete Verbände in der Kyrenaika stationiert. Durch andauernde Angriffe der Luftwaffe auf Bengasi konnte der Hafen nicht mehr von alliierten Schiffen angelaufen werden, was die Versorgung der Truppen insbesondere mit Kraftstoff für die Fahrzeuge immer schwieriger machte. Die Royal Air Force hatte ihre gesamten Kräfte nach Griechenland verlegt, so dass die Luftherrschaft in Nordafrika bei den Achsenmächten lag, was die Versorgungs- und Kommunikationslinien der Alliierten noch zusätzlich einschränkte. 
Allerdings war es den Briten maßgeblich dank der von Alan Turing erdachten Turing-Bombe gelungen, die deutsche Chiffriermaschine Enigma zu knacken. Dadurch konnten sie alle abgehörten Funksprüche der Wehrmacht dechiffrieren und sich auf deren Pläne vorbereiten. Wehrmacht-General Erwin Rommel traf einige militärische Entscheidungen ohne Rücksprache; in solchen Fällen gelangen seinen Truppen einige militärische Erfolge.
Am 24. März, etwa sechs Wochen nachdem die ersten deutschen Truppen in Tripolis gelandet waren, ging ein italienisch-deutscher Verband unter dem Kommando von Rommel zur Gegenoffensive in der Kyrenaika über. Angesichts der schwierigen Lage zogen die westalliierten Truppen sich schrittweise in Richtung Bardia zurück. Am 8. April nahmen die Achsenmächte Mechili ein und die dort verbliebenen etwa 2700 alliierten Soldaten gingen in Kriegsgefangenschaft. Nur zwei Tage später erreichten die ersten Spitzen von Rommels Verbänden den strategisch bedeutenden Tiefwasserhafen Tobruk.

## Beteiligte Streitkräfte

### Achsenmächte

Karte des ägyptisch-libyschen Grenzgebiets 1940/41

Die von Erwin Rommel in Nordafrika geführten deutsch-italienischen Truppen setzten sich aus dem Deutschen Afrikakorps, sowie dem italienischen XX. und XXI. Korps zusammen. Die Ankunft der deutschen Truppen in Afrika („Unternehmen Sonnenblume“) zog sich dabei von Anfang Februar bis Ende Mai 1941 hin, so dass Rommel beim Beginn der Belagerung von Tobruk nicht über volle Divisionen verfügte, zugleich aber ständig frisch in Tripolis eingetroffene Verstärkungen zu den Belagerungstruppen stießen.
- Deutsches Afrikakorps
  - Korps-Truppen (diverse Infanterie-, Artillerie- und Versorgungseinheiten)
  - 5. leichte Division
  - 15. Panzer-Division
  - Afrika-Division zbV (im August aus Teilen der Korps-Truppen sowie der beiden anderen Divisionen gegründet)
  - 104. Artilleriekommando
  - 55. Infanteriedivision „Savona“ (italienisch)

- XX. italienisches Korps
  - 101. motorisierte Division „Trieste“
  - 132. Panzerdivision „Ariete“
  - Ragruppamento Esplorante („Aufklärungsgruppe“)

- XXI. italienisches Korps
  - 17. Infanteriedivision „Pavia“
  - 25. Infanteriedivision „Bologna“
  - 27. Infanteriedivision „Brescia“
  - 102. motorisierte Division „Trento“

### Alliierte

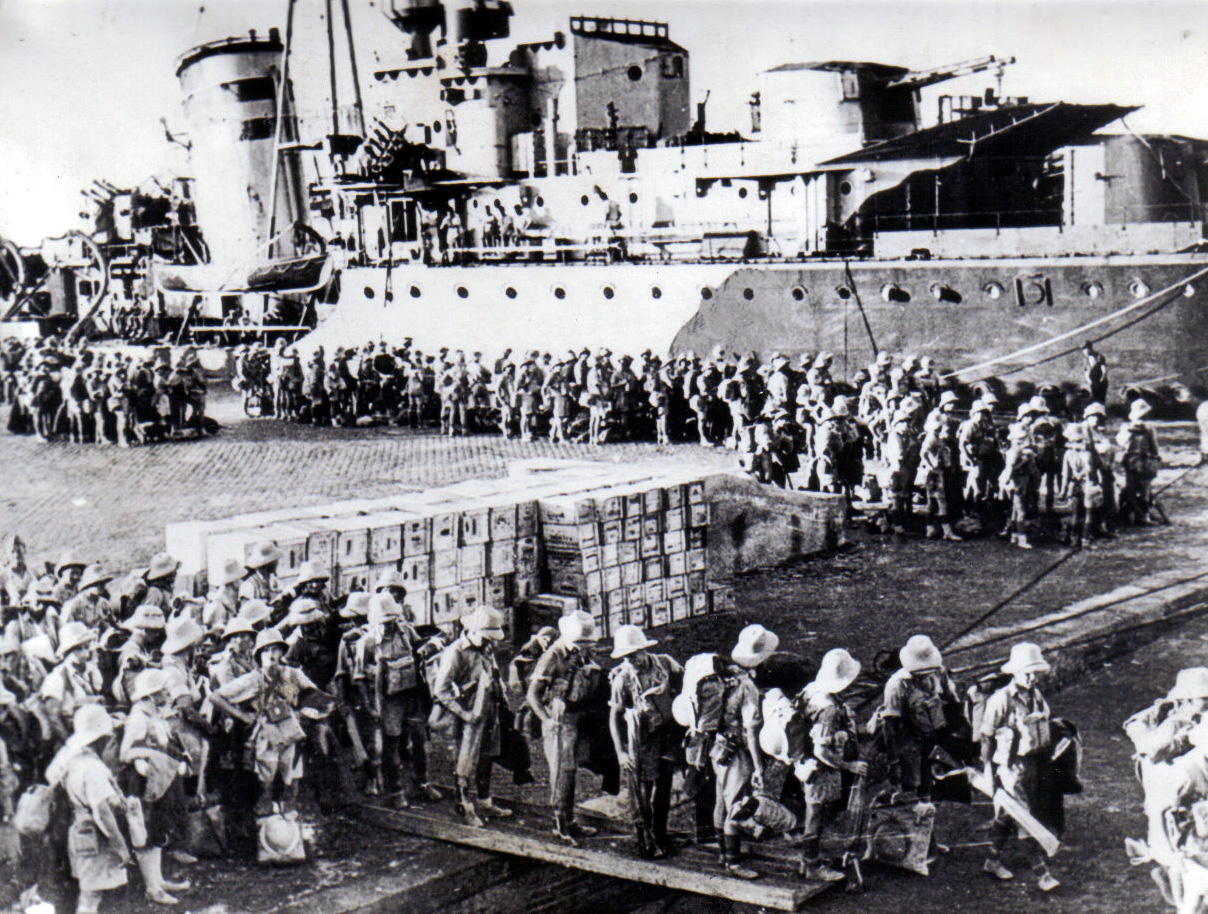
Ankunft der Polnischen Brigade im Hafen von Tobruk, September 1941

Die in Tobruk stationierten alliierten Truppen waren überwiegend unerfahrene, gerade erst neu aufgestellte Verbände. So war die Australische Division ursprünglich nach Nordafrika zur Beendigung ihres Trainings verlegt worden und wartete zu Beginn der Belagerung noch auf das Eintreffen ihrer Artillerie- und Kavallerieverbände. Auf Bitte des australischen Parlaments wurden sie schließlich im September und Oktober 1941 aus der belagerten Stadt abgezogen und durch die britische 70. Division sowie je eine tschechoslowakische und polnische Brigade ersetzt. Das XIII. Korps griff erst im Rahmen der Operation Crusader ab November 1941 in die Kämpfe um Tobruk ein.
Die Verteidigungsanlagen der Stadt waren überwiegend von den Italienern angelegt worden und wurden von den Alliierten noch durch zusätzliche Gräben und Minenfelder verstärkt. Sie bestanden aus zwei Linien, wobei die vordere aus einer Reihe von betonierten Bunkern und Stellungen bestand, vor denen Panzergräben und Stacheldrahtverhaue lagen. Der innere Ring wurde von einer weiteren Bunkerreihe gebildet, zwischen denen zusätzliche Stellungen für Panzerabwehrgeschütze vorbereitet wurden.
- Cyrenaica Command („Kommando der Kyrenaika“)
  - 2. Gepanzerte Division (britisch)
  - 9. Australische Division (ab September größtenteils aus Tobruk abgezogen)
  - 4. Luftabwehr-Brigade (britisch)
  - 70. Infanteriedivision (Großbritannien) (ab September nach Tobruk verlegt)
  - Polnische Unabhängige Karpathische Schützenbrigade (ab September nach Tobruk verlegt)
  - Tschechoslowakische 11. Infanteriebrigade (ab September nach Tobruk verlegt)

- XIII. Korps (als Entsatztruppen während der Operation Crusader)
  - 1. Armee Panzerbrigade (britisch)
  - 4. Indische Division
  - 2. Neuseeländische Division

## Verlauf der Belagerung

### Einkreisung und Versuch der Erstürmung

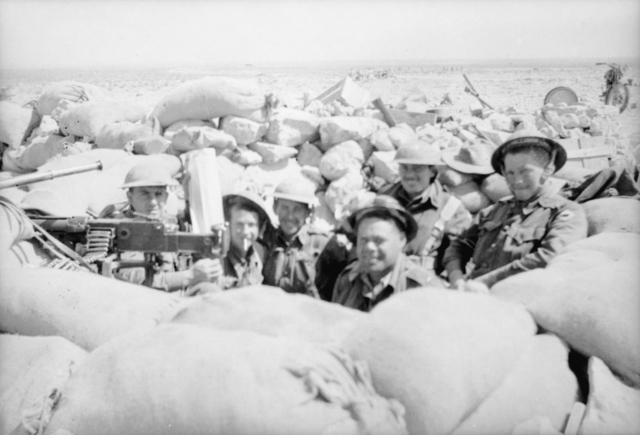
Australische Soldaten in einer mit Sandsäcken befestigten Stellung bei Tobruk, 24. April 1941

Bereits am 10. April 1941 fiel im Vorfeld von Tobruk der Kommandeur der 15. Panzer-Division, General von Prittwitz und Gaffron, als sein Wagen bei einer Erkundungsfahrt von einer PaK getroffen wurde. Die ersten Angriffe der Achsenmächte auf Tobruk begannen am 11. April 1941 und konzentrierten sich auf den südlichen Abschnitt der Befestigung. Auch um die Stärke der Verteidigung abzuschätzen, wurden an diesem ersten Tag der Belagerung drei Angriffe entlang der Straße nach El Adem unternommen, die jedoch alle von den australischen Verteidigern abgeschlagen werden konnten. In den folgenden Tagen ließ Rommel verschiedene Taktiken ausprobieren, um die beiden Verteidigungsringe um Tobruk zu durchbrechen. Dazu gehörte unter anderem auch ein Kommandounternehmen von Pionieren, die mit einer größeren Menge Sprengstoff eine Bresche in die Panzerabwehrgräben sprengen sollten. Die Alliierten beantworteten diese Versuche mit dem weiteren Auslegen von Minen im Gelände und aggressiven Patrouillen, die sie immer wieder nah an den Feind heranbrachten und dadurch mögliche Angriffe frühzeitig aufdeckte. Am 13. April ließ Rommel einen weiteren groß angelegten Angriff auf den südlichen Abschnitt der Verteidigung starten, mit dem Ziel, wenn schon nicht durchbrechen zu können, so doch wenigstens einen Brückenkopf für weitere Operationen zu sichern. Auch dieser Angriff wurde schließlich nach heftigen Gefechten abgeschlagen.
Nach diesen Fehlschlägen verlagerte Rommel seine Bemühungen auf den westlichen Abschnitt der Verteidigung. Am 15. April griffen etwa 1000 italienische Soldaten die australischen Stellungen bei Ras el Madauar an. Obwohl es ihnen gelang, einen Posten zu überrennen, wurden sie schließlich von alliierten Verstärkungen und konzentriertem Artilleriefeuer zurückgeworfen. Ein weiterer geplanter Angriff der italienischen Division „Trento“ wurde durch eine alliierte Patrouille entdeckt und konnte frühzeitig aufgefangen werden. Die Angriffe der Achsenmächte scheiterten nicht zuletzt an dem wenig koordinierten Zusammenspiel zwischen deutschen Panzertruppen und italienischer Infanterie. So feuerten teils deutsche Panzer irrtümlich auf sich zurückziehende italienische Truppen oder Panzerangriffe gingen durch viel zu spät vorgehende italienische Infanterie fehl.
Rommel ließ nach diesem erneuten Fehlschlag zunächst alle weiteren Angriffsbemühungen ruhen. Zum einen war dies auf den Besuch des Oberquartiermeisters I, Friedrich Paulus, zurückzuführen, der Rommels Pläne zur Eroberung Tobruks prüfen sollte. Das Oberkommando der Wehrmacht zeigte sich besorgt angesichts des stockenden Vormarschs des Afrikakorps, auch, weil die dort gebundenen Truppen dringend für die bevorstehende Invasion der Sowjetunion benötigt wurden. Zum anderen trafen zeitgleich weitere Kontingente der nach Afrika verlegten 15. Panzer-Division ein, die Rommel für den nächsten Angriff auf Tobruk nutzen wollte.
Am Abend des 30. April schließlich wurde der Angriff auf Tobruk wieder aufgenommen. Die 15. Panzer-Division führte dabei zusammen mit der 5. Leichten Division und unterstützt von italienischer Infanterie den Angriff erneut aus westlicher Richtung. In einem ersten Stoß gelang es, die australischen Verteidiger aus einer ganzen Reihe von befestigten Stellungen zu verdrängen und den erhofften Brückenkopf zu sichern. Alle weiteren Versuche, diese Position auszubauen, scheiterten aber. In den folgenden Tagen kam es zu andauernden und mit großer Härte geführten Gefechten, ohne dass eine der beiden Seiten nennenswerte Geländegewinne verbuchen konnte. Am 4. Mai schließlich ließ Rommel alle weiteren Angriffe einstellen und seine Truppen sich für eine längere Belagerung von Tobruk eingraben.

### Belagerung Tobruks

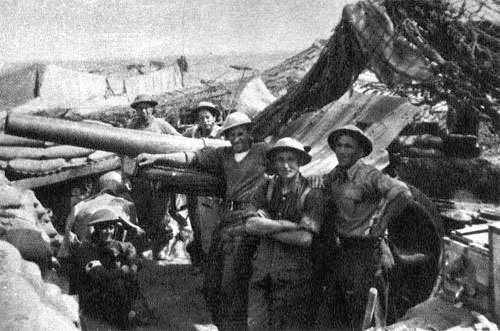
Soldaten der tschechoslowakischen Brigade mit 25 Pounder Feldhaubitze bei Tobruk, Herbst 1941

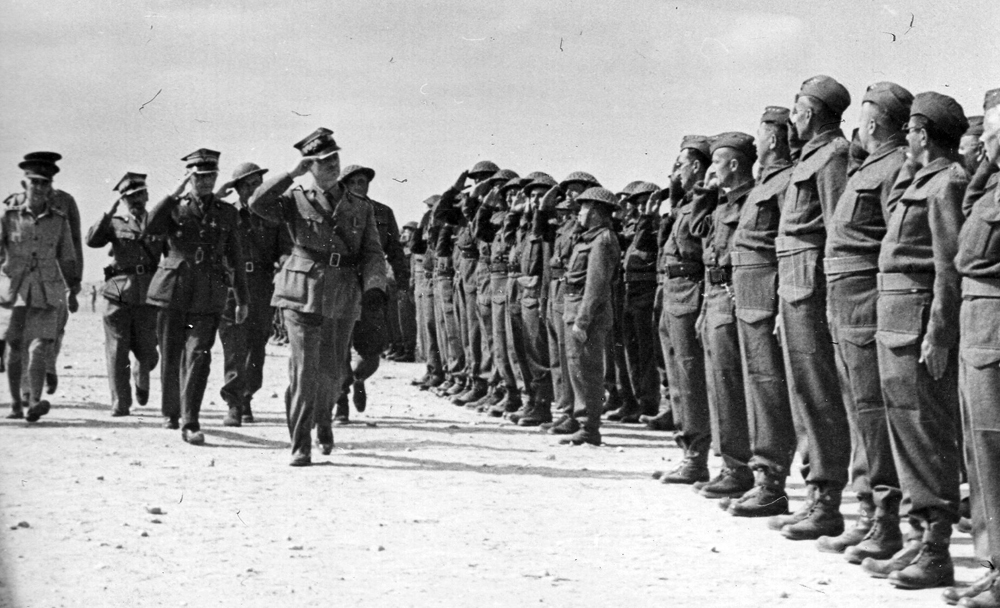
General Władysław Sikorski inspiziert die polnische Karpatenbrigade in Tobruk, November 1941

Rommel nutzte die folgenden Monate, um seine Truppen durch die nach und nach eintreffenden Verstärkungen aus Deutschland zu verstärken. Gleichzeitig sollte das Zusammenspiel zwischen italienischer Infanterie und deutschen Panzern durch intensives Training verbessert werden. Einen erneuten Angriff auf Tobruk wollte Rommel erst im November 1941 wieder versuchen. Er ließ daher lediglich eine Reihe von italienischen Divisionen zurück, um die Belagerung von Tobruk aufrechtzuerhalten, während die Panzertruppen zur Frontlinie an der libysch-ägyptischen Grenze verlegt wurden.
In dieser Zeit starteten die Alliierten zwei Versuche, die belagerte Stadt zu entsetzen. Die im Mai gestartete Operation Brevity konnte allerdings kaum Geländegewinne verbuchen und endete schließlich mit der Einnahme des Halfaya-Passes, der aber noch im gleichen Monat von deutschen Truppen zurückerobert werden konnte. Der nächste Versuch eines alliierten Entlastungsangriffs, die Operation Battleaxe, endete mit dem Verlust des größten Teils der alliierten Panzertruppen in Ägypten und einem erfolgreichen deutschen Gegenangriff, bei dem die Angreifer nur knapp der Einkesselung entgehen konnten. Aufgrund des Fehlschlags der Operation Battleaxe wurde Archibald Wavell als Oberkommandierender der alliierten Truppen in Afrika (Middle East Command) von seinen Aufgaben entbunden und durch Claude Auchinleck ersetzt.
Die in Tobruk eingeschlossenen Truppen selbst versuchten ebenfalls einige der bei den Angriffen im Mai verloren gegangenen Verteidigungspositionen wieder unter Kontrolle zu bekommen. Zwar konnten einige Stellungen zurückerobert werden, der Brückenkopf der Achsenmächte blieb insgesamt aber stabil. Ein letzter Angriff der Alliierten im August endete schließlich in einem Fehlschlag mit hohen Verlusten, was den australischen Kommandeur Leslie Morshead schließlich dazu bewog, auf weitere offensive Operationen gegen die Belagerer zu verzichten. Als Reaktion auf diese Fehlschläge bat das Australische Parlament schließlich um den Abzug der Australischen Division, welche im Verlauf des Septembers und Oktobers größtenteils vollzogen wurde. Die Verteidigung der Stadt wurde durch die 70. britische Infanteriedivision sowie je einer Brigade der polnischen und tschechoslowakischen Exiltruppen übernommen. Morshead wurde von Ronald Scobie als kommandierendem Offizier abgelöst.

#### Versorgung und Situation in der belagerten Stadt

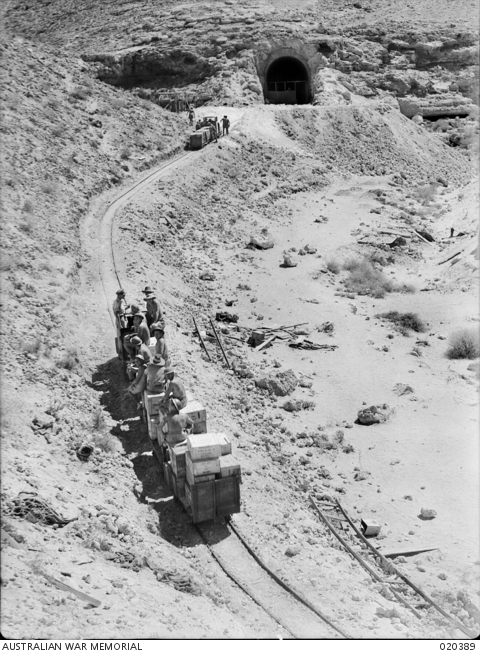
Feldbahnzüge vor der Senussihöhle

Aufgrund seines Tiefwasserhafens und der Kontrolle der Royal Navy über das östliche Mittelmeer konnte Tobruk fortwährend über See versorgt werden. Um Verluste an Schiffen durch Angriffe der deutschen Luftwaffe zu vermeiden, wurde Tobruk bald von kleinen Konvois – mit dem Spitznamen „Tobruk Ferry Service“ – in Begleitung von ein bis zwei britischen oder australischen Kriegsschiffen nachts angefahren. Die übliche Versorgungsstrecke hatte ihren Ausgangspunkt dabei in Alexandria. Die Schiffe fuhren von dort, beladen mit Versorgungsgütern, frühmorgens los und trafen in der folgenden Nacht in Tobruk ein. Dort wurde die Ladung umgehend gelöscht und unter anderem durch die Senussi Cave Railway in ein bombensicheres Lager gebracht. Verwundete wurden aufgenommen, und die Schiffe liefen sofort nach Marsa Matruh aus. Dort wurden sie erneut beladen, um nachts ein weiteres Mal Tobruk anlaufen zu können. Anschließend kehrten sie nach Alexandria zurück, um dort die Fahrt von neuem zu beginnen. Auch wenn in Tobruk die Lage durch Kämpfe und Luftangriffe schwierig war, stellten die gut eingespielten Versorgungskonvois doch eine vergleichsweise gute Versorgung der Truppen sicher.

### Entsatz der belagerten Stadt

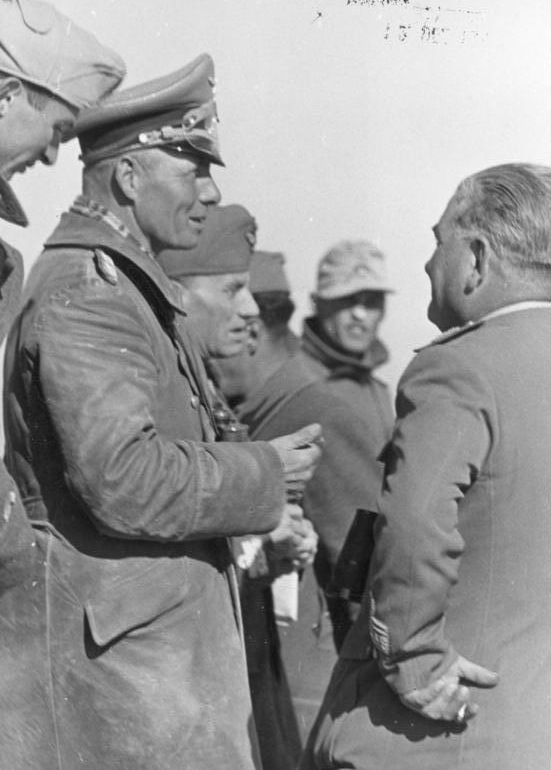
General Rommel an der Front südlich von Tobruk, 29. November 1941

Bevor Rommel im November des Jahres seine Truppen zu einem erneuten Sturm auf Tobruk ansetzen konnte, starteten die Alliierten am 18. November 1941 einen letzten und schließlich erfolgreichen Versuch, die Stadt zu entsetzen. Die so genannte Operation Crusader sah einen koordinierten Angriff des in Ägypten stationierten XIII. Korps der 8. Armee sowie der belagerten Truppen vor. Dabei sollte der östliche Abschnitt des Belagerungsgürtels von beiden Seiten durchbrochen werden, um eine direkte Verbindung nach Tobruk freizukämpfen. Am 21. November gelang es der eingeschlossenen 70. Division schließlich, etwa 5–6 km in Richtung Ed Duda vorzustoßen. Am 27. November brach die Neuseeländische Division des XIII. Korps, aus Ägypten kommend, ebenfalls durch die Linien der Belagerer und konnte damit einen Korridor nach Tobruk sichern.
Die folgenden Tage waren von wechselnden Erfolgen geprägt. Rommel gelang es zwar, weitere Ausbruchsversuche aus Tobruk zu verhindern und die anmarschierenden alliierten Truppen immer wieder abzudrängen, zugleich konnte die Neuseeländische Division den Korridor nach Tobruk aber erfolgreich gegen alle Gegenangriffe halten. Die zunehmend schwierige Versorgungslage der deutsch-italienischen Truppen und der infolge der Gefechte schnell abnehmende Panzerbestand gaben schließlich den Ausschlag. Am 7. Dezember ließ Rommel die letzten Belagerer um die Stadt abziehen, um seine Truppen für einen strategischen Rückzug aus der Kyrenaika zurückzunehmen. Die Belagerung von Tobruk fand damit nach 230 Tagen ihr Ende.

## Folgen
Für die Alliierten war die erfolgreiche Verteidigung von Tobruk ein wichtiger Etappensieg. Nach der Niederlage im Balkanfeldzug war der Sieg über Deutschland in Nordafrika ein dringend benötigtes psychologisches Gegengewicht in der öffentlichen Wahrnehmung. Militärisch kam ihr insofern eine wichtige Bedeutung zu, als lediglich die im Rücken der Achsenmächte stehende Besatzung von Tobruk nach der alliierten Niederlage in der Operation Battleaxe einen schnellen Vorstoß Rommels im Sommer 1941 nach Ägypten verhindert hatte.
Für die Achsenmächte war die erfolglose Belagerung eine schmerzvolle strategische Niederlage, die alle Hoffnungen auf einen schnellen Sieg in Nordafrika zunichtemachte. Auch wenn die Verluste mit etwa 8000 Mann nicht sehr hoch waren, sollten insbesondere die verlorenen Panzer im weiteren Verlauf des Feldzugs einen herben Verlust darstellen. Die Gefallenen wurden später in der Kriegsgräberstätte Tobruk beigesetzt.

## Die Belagerung aus heutiger Sicht

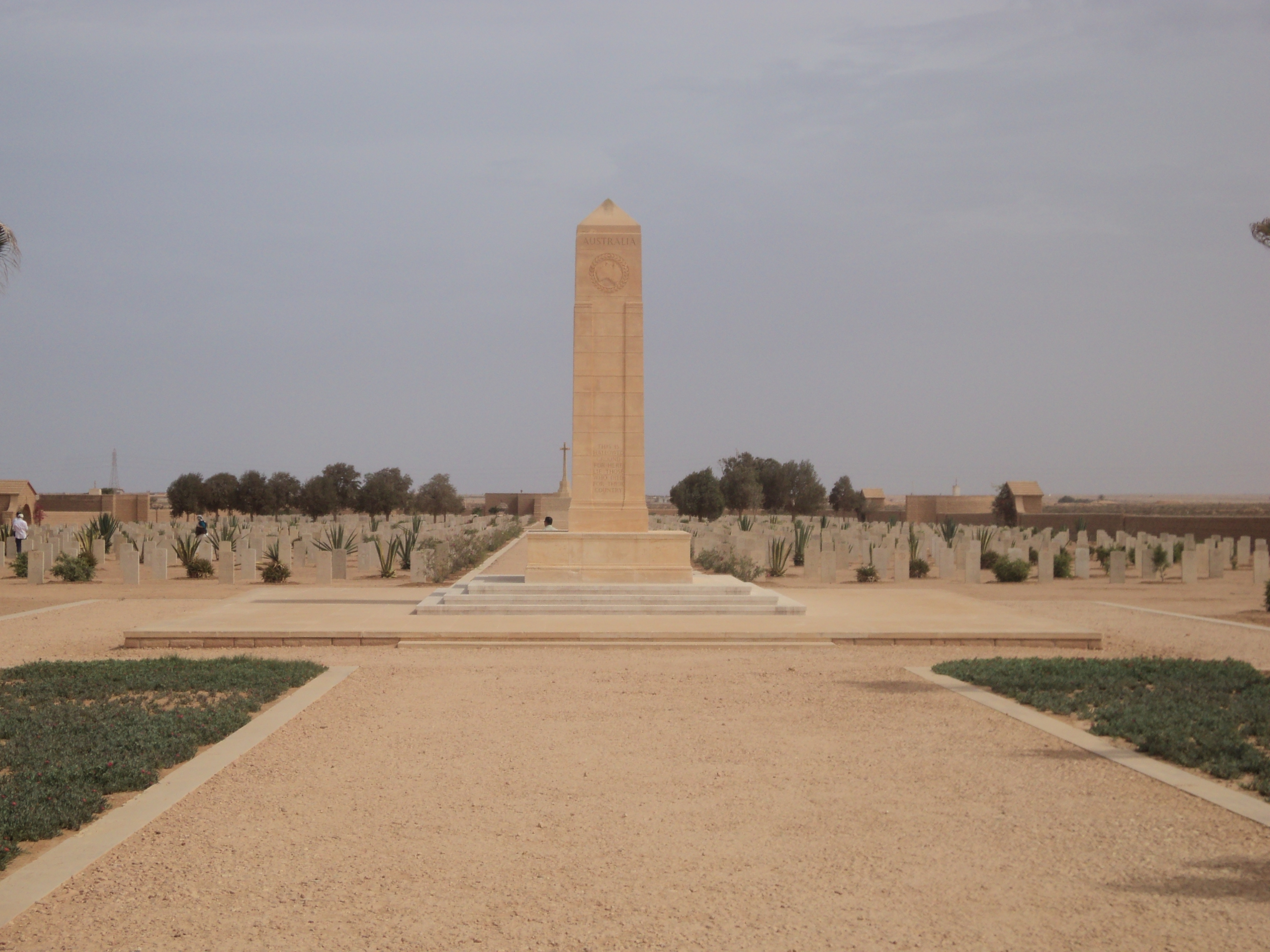
Friedhof der Gefallenen der Commonwealth-Truppen in Tobruk, 2010

Vor allem in Australien, Neuseeland, Polen, Tschechien und der Slowakei, deren Soldaten jeweils entscheidend an den Kämpfen um Tobruk beteiligt waren, bildet die Belagerung heute einen wichtigen Eckstein der jeweiligen Betrachtung auf die militärischen Geschehnisse des Zweiten Weltkriegs. Dies spiegelt sich in der Rezeption dieser Geschehnisse in Literatur, Film und Geschichtswissenschaft dieser Länder wider. Die größte öffentliche Wahrnehmung für die Belagerung gibt es wohl bis heute in Australien, wo unter anderem ein Schwimmbad in Townsville, das Tobruk Memorial Baths, daran erinnert. In Tobruk selbst ist heute eine Gedenkstätte mit einem Obelisk (siehe Foto) für die bei der Verteidigung gefallenen Soldaten.
In Deutschland und Italien wird mit „Tobruk“ eher die rasche und erfolgreiche Eroberung der Stadt durch Rommel im Jahr 1942 (Unternehmen Theseus) assoziiert als die lange und erfolglose Belagerung Tobruks 1941. Die NS-Propaganda bzw. die Deutsche Wochenschau erwähnten Letztere kaum und Erstere ausgiebig.

## Rezeption

### Weitere Rezeptionen
- Das Australian War Memorial widmete der Belagerung von Tobruk 2011 eine Sonderausstellung.
- Der australische Film Rats of Tobruk von 1944 zeichnet das Schicksal dreier australischer Soldaten während der Belagerung nach.
- Der australische Roman “We were the Rats” von Lawson Glassop aus dem Jahr 1944 beschreibt den Verlauf der Belagerung.
- Der US-amerikanische Film Tobruk von 1967 greift die Geschehnisse in stark fiktionalisierter und propagandistischer Weise auf.
- Der tschechische Film Tobruk von 2008 beschreibt die Belagerung aus Sicht der tschechoslowakischen Soldaten.
- In Großbritannien gründete sich in den 1980er Jahren eine Heavy-Metal-Band mit dem Namen Tobruk.